# Segunda Categoría de Ecuador 2001
El Campeonato Ecuatoriano de Fútbol de Segunda Categoría 2001 fue la edición N.° 28 de la tercera división del fútbol ecuatoriano. El primer semestre del año se jugó los campeonatos provinciales, y durante el segundo semestre las Fases: Regional, Nacional y la Fase Final. Comenzó a disputarse desde el TBD de septiembre de 2001 y terminó el TBD de diciembre de 2001, El torneo daba un solo boleto para el ascenso a la Serie B, en este torneo se dio como anécdota que para la 1ª fase en la cual eran los torneos provinciales, el campeón del torneo sería el cuadro del Manta F.C. que sería el 4° equipo manabita en salir campeón de la Segunda Categoría detrás del Dep.del Valle en el torneo de 1980, 9 de Octubre(M)(actual Delfín) en la edición de 1988 y Green Cross en la edición de 1990, mientras que el cuadro de la LDU(L) lograría su segundo subtítulo. 
El Manta F.C. lograría su primer título que le daría la oportunidad de participar en el Campeonato Ecuatoriano de Fútbol Serie B 2002.

## Equipos por Asociaciones
| Asociación | Campeón          | Subcampeón    |
| ---------- | ---------------- | ------------- |
| El Oro     | Huaquillas F.C.  | ?             |
| Esmeraldas | Juventus         | ?             |
| Guayas     | Panamá           | 9 de Octubre  |
| Imbabura   | Dep.Otavalo      | Imbabura S.C. |
| Los Ríos   | Venecia          | River F.C.    |
| Manabí     | Manta F.C.       | Universitario |
| Pichincha  | América de Quito | San Pedro     |
| Tungurahua | El Globo         | Dep.Bolívar   |

## Sistema de campeonato

### Equipos Clasificados al Triangular Final
Clasificados como ganadores de los Play-Offs
- San Pedro
- Manta F.C.
- LDU(L)

## Tabla de posiciones
|  |  |    | Equipo     | PJ | PG | PE | PP | GF | GC | DG | PTS |
|  |  | -- | ---------- | -- | -- | -- | -- | -- | -- | -- | --- |
|  |  | 1º | Manta F.C. | 4  | 0  | 0  | 0  | 0  | 0  | 0  | 0   |
|  |  | 2º | LDU(L)     | 4  | 0  | 0  | 0  | 0  | 0  | 0  | 0   |
|  |  | 3º | San Pedro  | 4  | 0  | 0  | 0  | 0  | 0  | 0  | 0   |

|  | Campeón ascendido a la Serie B 2002. |

### Campeón
|                                              |
| Manta F.C. 1.er Título Ascendió a la Serie B |